# Comuna Voskresenka, Ivanivka
Voskresenka (în ucraineană Воскресенка) este o comună în raionul Ivanivka, regiunea Herson, Ucraina, formată din satele Mîhailivka și Voskresenka (reședința).

## Demografie
Componența lingvistică a comunei Voskresenka
     Ucraineană (93,11%)
     Rusă (3,69%)
     Română (2,52%)
     Alte limbi (0,1%)
Conform recensământului din 2001, majoritatea populației comunei Voskresenka era vorbitoare de ucraineană (93,11%), existând în minoritate și vorbitori de rusă (3,69%) și română (2,52%).